# Piilsi
Piilsi är en by (estniska: küla) i Mustvee kommun i landskapet Jõgevamaa i östra Estland. Byn ligger vid ån Piilsi jõgi, nära dess utflöde i sjön Peipus.
I kyrkligt hänseende hör byn till Lohusuu församling inom den Estniska evangelisk-lutherska kyrkan.
Före kommunreformen 2017 hörde byn till dåvarande Lohusuu kommun i landskapet Ida-Virumaa.